# Mainzer Landstraße
Die Mainzer Landstraße in Frankfurt am Main ist eine wichtige Ausfallstraße in westlicher Richtung und Verbindungsachse zwischen der Innenstadt und den westlichen Stadtteilen. Die Straße verläuft (mit einigem Abstand) weitgehend parallel (nördlich) zum Main und ist mit  8,3 Kilometern Länge Frankfurts zweitlängste Straße nach der Homburger Landstraße.

## Geschichte

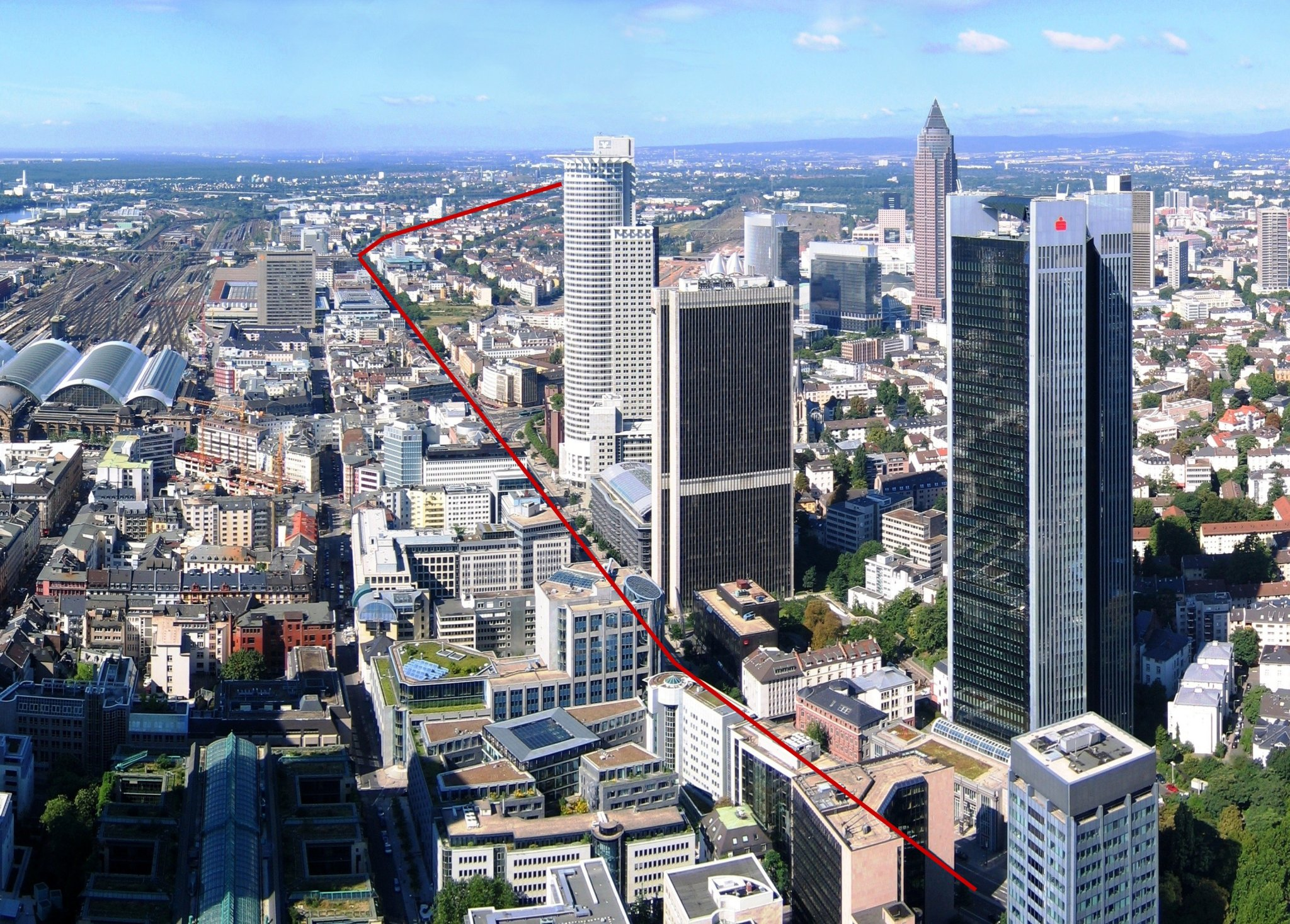
Heutiger Verlauf von der City nach Westen

Die Mainzer Landstraße wurde zwischen 1746 und 1750 zur Chaussee ausgebaut. Fast der gesamte Fernverkehr zwischen Frankfurt und Mainz führte bis zum Bau der Höchster Umgehungsstraße über diese Straße, die von 1932 bis 1934 als Fernverkehrsstraße 40 bezeichnet wurde.
Die Nutzung des Geländes auf beiden Seiten der Mainzer Landstraße für gewerbliche Zwecke zeichnete sich früh ab. Sie entwickelte sich zu einer der Industrieachsen Frankfurts. Die ersten Fabriken entstanden in der ersten Hälfte des 19. Jahrhunderts etwa in Höhe der Guiollettstraße mit der Bronzefabrik F.A. Junge und einer Gasfabrik, die mit erheblichen Geruchsemissionen Gas aus Öl- und Harz herstellte, und eine permanente Feuergefahr darstellte. Die Gasfabrik verlegte ihren Standort nach 1860 in die Gutleutstraße. in den 1880er Jahren verschob sich die Bebauung der Mainzer Landstraße weiter nach Westen auf die Galluswarte zu, nachdem durch die Nähe des neuen Güter- und Rangierbahnhofs der Hessischen Ludwigs-Eisenbahn-Gesellschaft eine nahe Gleisanbindung zur Verfügung stand. Das östliche Ende der Mainzer Landstraße, nun von der Gasfabrik befreit, konnte sich seitdem zu einem Wohnquartier entwickeln. Heute ist die Gegend Teil des Westend Süd. 1892 wurde die nach dem amtlichen Fluchtlinienplan festgelegte Straßenplanung veröffentlicht. Die Straße sollte 26 bis 28 Meter breit werden, gemessen zwischen den Vorgärten. Damit die Stadt in den Besitz der für diese Straßenbreite notwendigen Grundstücke kommen konnte, griff sie zu einem bewährten Verfahren: Baugenehmigungen wurden erst erteilt, wenn die benötigten Grundstücksanteile abgetreten waren.
Die Zahl der Fabriken wuchs schnell. Zur Beförderung der Arbeitnehmer wurde eine Trambahnlinie gebaut, die vom Hauptbahnhof über die Bahnstraße und Mainzer Landstraße zur Galluswarte führt. 1898 begann die Stadt Frankfurt mit der Elektrifizierung der Pferdebahn, wobei der Strom mittels eines Fahrdrahtes über der Trasse zugeführt wurde. Versuche mit einer Trambahn, die von Akkumulatoren getrieben wurde, hatten ergeben, dass ein Nachladen nach jeweils drei Kilometern Fahrbetrieb erforderlich war, was gegen den Akkubetrieb sprach. Die Akkumulatorenfabrik an der Mainzer Landstraße verschwand wenige Jahre nach diesem Misserfolg wieder.

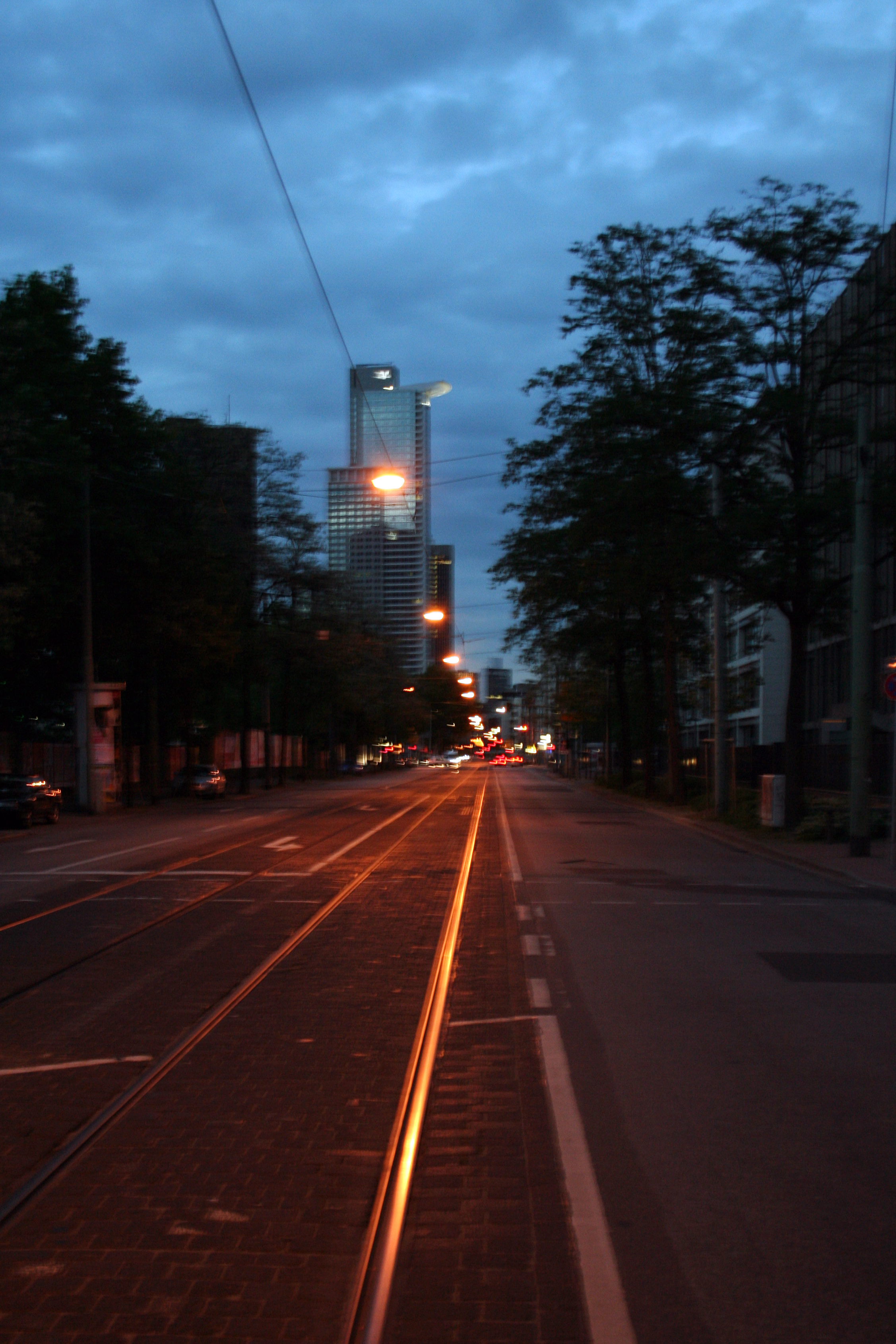
Im Gallusviertel bei Dämmerung, Blick nach Osten. Im Hintergrund das Hochhaus Westendstraße 1

Etwa 1910 war die Industrialisierung weitgehend abgeschlossen: Zwischen Güterplatz und Galluswarte stand eine etwa ein Kilometer lange geschlossene Flucht repräsentativer Verwaltungsbauten, hinter denen sich bis in Seitenstraßen hinein schlichte Fabrikgebäude und gewerbliche Hinterhofbetriebe erstreckten. Auch die Parallelstraßen wurden in den Industrialisierungsprozess einbezogen. An der Kleyerstraße entstanden die Adlerwerke, Zulieferunternehmen siedelten sich an. Im weiteren Verlauf der Mainzer Landstraße nach Westen entstanden an ihrer Nordseite Wohnhäuser, an der Südseite weitere Fabrikbauten.
Schwerpunkt der Neugründungen an der Mainzer Landstraße waren die modernen Branchen der Zeit: Kraftfahrzeuge und Nachrichtentechnik. Das für die gewerbliche Nutzung ausgewiesene Gebiet war für die expandierende Industrie jedoch noch viel zu klein, der Grundstücksbedarf trieb die Preise in die Höhe. 1901 nahm die Stadt Frankfurt die Planungen für den Osthafen auf, der als Industriehafen Zentrum eines neuen Gewerbegebietes im Osten der Stadt werden sollte.
Bis zum Beginn des Ersten Weltkriegs standen 40 Fabrikationsbetriebe an der Mainzer Landstraße. Zu den heute noch wichtigsten gehören die seit 1899 bestehenden Unternehmen Privat-Telefon-Gesellschaft Harry Fuld & Co., die Elektrische Normal-Uhr-Gesellschaft mbH, sowie die Gesellschaft für elektrische Anlagen mbH und die Telefon- und Telegrafenbau-Gesellschaft Lehner & Co., die nach der „Arisierung“ in die Telefonbau und Normalzeit GmbH zusammengefasst wurden.
Häufig hatten diese Firmen eigene Gleisanbindungen zum Güterbahnhof, so dass sich bis heute noch vereinzelte Gleisstücke aus dieser Zeit im Boden befinden.
Seit der Fertigstellung der Höchster Umgehungsstraße (zunächst Reichsstraße 40, dann Bundesstraße 40, heute Bundesautobahn 66 und Bundesautobahn 648) im Jahre 1934 dient die Mainzer Landstraße nur noch dem innerstädtischen Verkehr. Sie wurde zur Kreisstraße (K 803) herabgestuft.

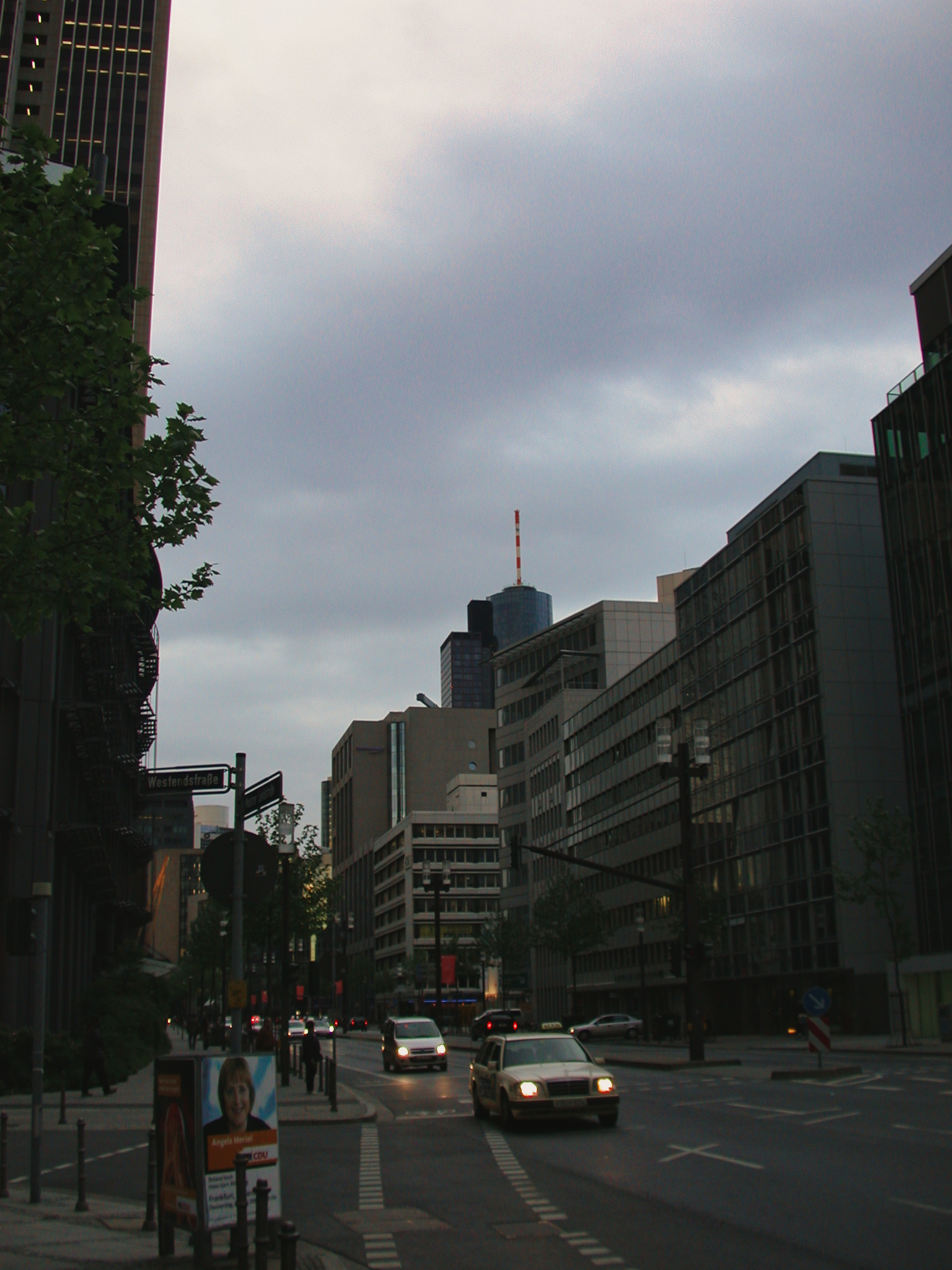
Zwischen Westend und Bahnhofsviertel, Blick nach Osten

## Verlauf
Die Mainzer Landstraße verläuft von der Frankfurter Innenstadt in Richtung Westen durch die Stadtteile Westend, Bahnhofsviertel, Gallus, Griesheim und Nied. 

### Westend/Bahnhofsviertel
Die Straße beginnt an der Taunusanlage, einem Teil der Frankfurter Wallanlagen, in der Nähe des Deutsche-Bank-Hochhauses. Der erste Abschnitt zwischen Taunusanlage und Platz der Republik bildet die Grenze zwischen den Stadtteilen Westend und Bahnhofsviertel. Auf der nördlichen, also der Westend-Seite, folgen sechs bekannte Frankfurter Hochhäuser dicht aufeinander: die Zwillingstürme der Deutschen Bank (jeweils 155 Meter), Trianon (186 Meter), Frankfurter Büro Center (142 Meter), Westendstraße 1 (208 Meter), und schließlich am Platz der Republik das City-Haus I (142 Meter).

### Gallus

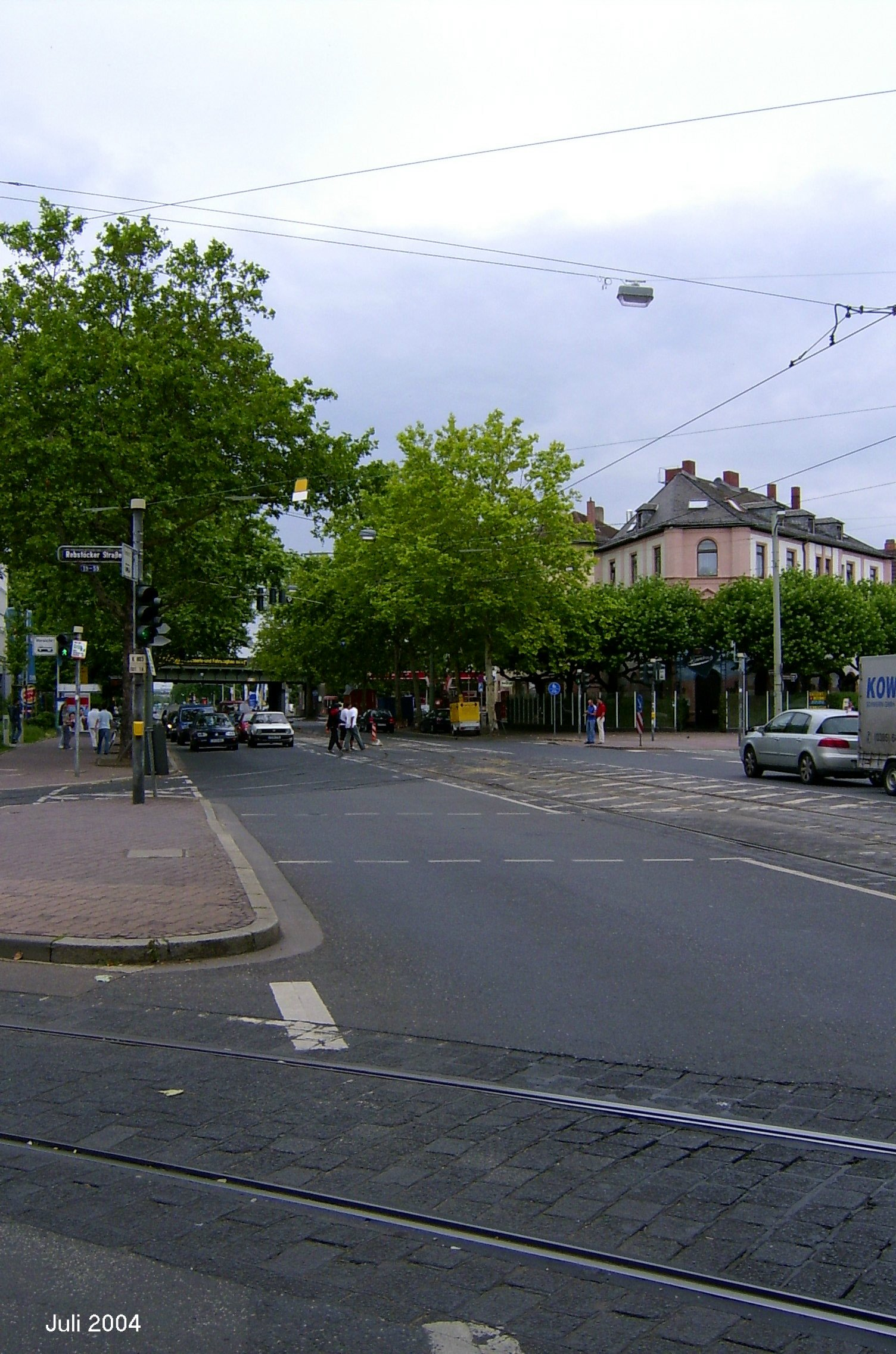
Im Gallus, Höhe Rebstöcker Straße

Westlich des Platzes beginnt das Gallusviertel, dessen Mittelachse die Straße bildet. Am Platz Galluswarte mit dem Wartturm Galluswarte des 15. Jahrhunderts kreuzt die Mainzer Landstraße den heute nicht mehr sichtbaren Verlauf der ehemaligen äußeren Stadtbefestigung, der Frankfurter Landwehr. An ihrer Stelle bildet heute die Brücke der Main-Weser-Bahn (S-Bahnhof Galluswarte) eine sichtbare Grenze zwischen Innenstadt und Frankfurter Westen. Der Straßenabschnitt im Gallus ist bekannt für die dort zahlreich vertretenen Autohäuser. Auf der Höhe der Rebstöcker Straße liegt der Gustavsburgplatz an der Mainzer Landstraße.

### Griesheim
An der Grenze zwischen Gallusviertel und Griesheim unterquert die Mainzer Landstraße die Autobahn A5. Der Griesheimer Abschnitt liegt in einem großen Gewerbegebiet mit Tankstellen, Großmärkten sowie bis November 2024 einem Großkino. Nördlich der Mainzer Landstraße befindet sich die Eberhard-Wildermuth-Siedlung und südlich die Siedlung Espenstraße.

### Nied

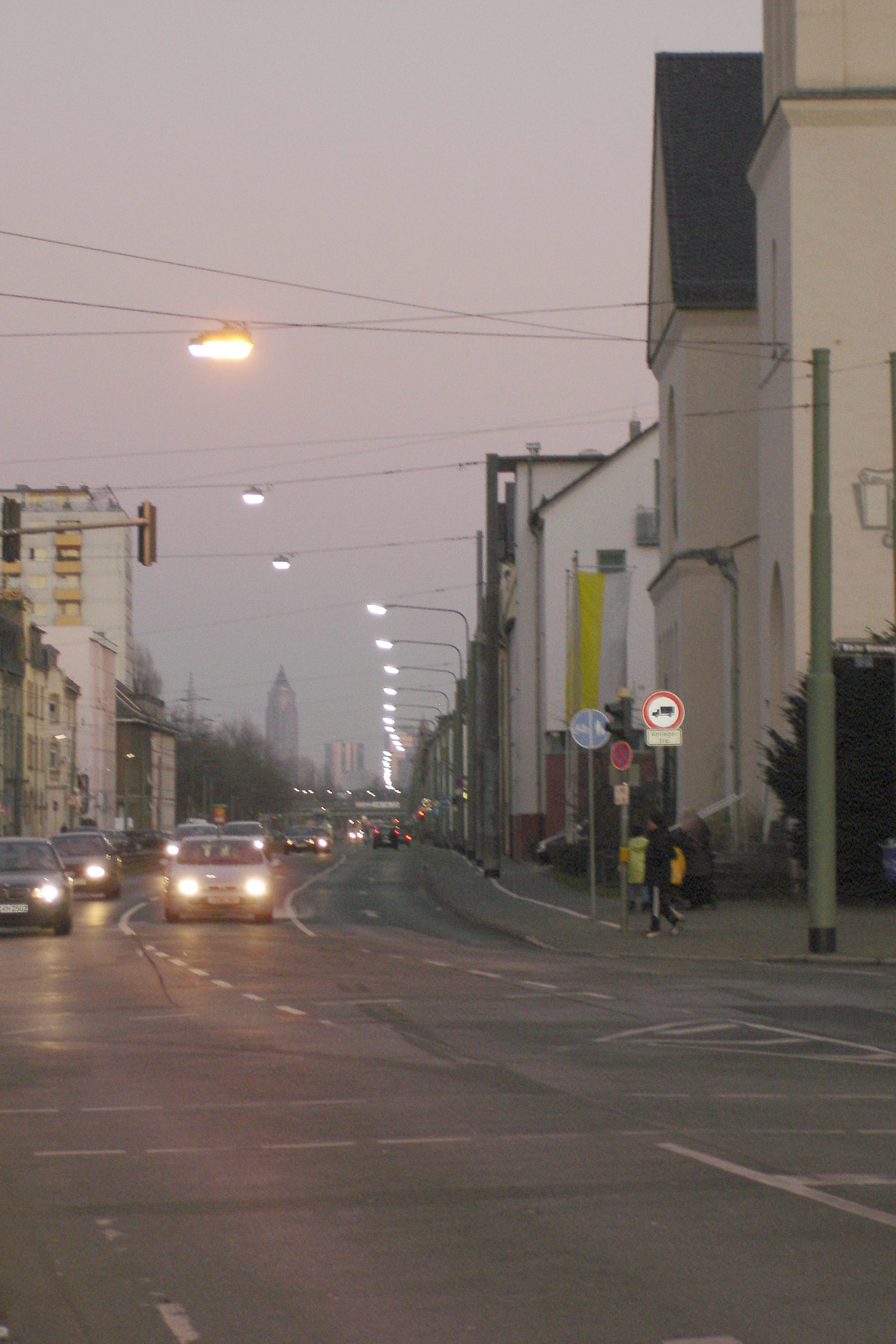
Blick von Nied-Kirche stadteinwärts. Am Horizont der Messeturm

Zwischen den Stadtteilen Griesheim und Nied mündet der autobahnähnlich ausgebaute Teil der Bundesstraße 40 (Südumgehung Höchst/Flughafenzubringer) auf die Mainzer Landstraße. In Nied verläuft die Straße mitten durch den Stadtteil, auf beiden Seiten stehen Wohnhäuser in geschlossener Randbebauung. Die Mainzer Landstraße überquert wenige Meter östlich davon den Fluss Nidda kurz vor dessen Mündung in den Main. Eine in den 1950er Jahren gebaute Spannbetonbrücke wurde im Juni 2007 abgerissen und durch eine neue Brücke ersetzt. Nach der Niddabrücke geht die Mainzer Landstraße in die Bolongarostraße über.

### Höchst
Die Mainzer Landstraße endet an der Bolongarostraße. Die Landstraße nach Mainz führte über die Bolongarostraße und ihre Verlängerung, die Brüningstraße, durch die Höchster Altstadt bis zum Industriepark Höchst, dem Werksgelände der ehemaligen Hoechst AG. Bis zur Schließung der Straße 1957 verlief die Landstraße durch das Werk hindurch in den Stadtteil Sindlingen und weiter bis nach Mainz.

## Straßenbahn
Ab dem Platz der Republik, der Kreuzung mit dem Alleenring, wird die Mainzer Landstraße durchgängig von den Frankfurter Straßenbahnlinien 11 und 21 befahren, teilweise auch von der Linie 14. Im Gallus fährt diese auf direkt in der Fahrbahn verlegten Gleisen, von der Mönchhofstraße bis zur Niddabrücke auf einer eigenen Trasse. Der Knoten mit der Bundesstraße 40 wird von der Straßenbahn auf einem Hochbahn-ähnlichen Flyover überquert.